# Pardinggaran
Pardinggaran is een bestuurslaag in het regentschap Toba Samosir van de provincie Noord-Sumatra, Indonesië. Pardinggaran telt 411 inwoners (volkstelling 2010).